# Emmerich Pöchmüller
Emmerich Pöchmüller (* 7. Juli 1902 in Linz; † 30. August 1963 am Grenzübergang Walserberg) war ein österreichischer Chemieingenieur.

## Leben
Pöchmüller war der Sohn eines Richters. Nach der Matura 1920 in Wien studierte er von 1920 bis 1928 Technische Chemie an den Technischen Hochschulen Wien und Graz. Das Studium schloss er 1927 als Diplomingenieur ab. 1928 wurde er zum Dr. tech. promoviert. Während seines Studiums wurde er 1920 bei der akademischen Burschenschaft Oberösterreicher Germanen in Wien aktiv. Zum 28. Juni 1932 trat er der NSDAP bei (Mitgliedsnummer 1.085.866). Von 1928 bis 1938 war er Universitätsassistent für Technische Chemie am Kohleforschungsinstitut in Halle an der Saale. Er publizierte zahlreiche wissenschaftliche Arbeiten über Brennstofftechnik und war Leiter der Hochdruckhydrierung im Werk Magdeburg der BRABAG (Braunkohle-Benzin AG). Von 1938 bis 1941 war er in der Kontrollbank für Industrie und Handel in Wien und als Mitglied des Aufsichtsrates tätig. Außerdem war er Vorstandsmitglied in mehreren österreichischen Industriebetrieben.
Pöchmüller war von 1942 bis 1945 Generaldirektor der Österreichischen Salinen (damals Alpenländische Salinen). Während dieser Tätigkeit war er maßgeblich beteiligt an der Bergung und Rettung eines riesigen Bestandes wertvoller Kulturgüter, der zum Schutz vor Bombenangriffen im Salzbergwerk Altaussee und im  Salzbergwerk in Lauffen (Oberösterreich) eingelagert worden war und dort vor der Zerstörung bewahrt werden konnte.
Von Juli 1945 bis 27. Januar 1947 wurde Pöchmüller von der amerikanischen Besatzungsmacht im Lager Glasenbach (bei Elsbethen) wegen seiner Mitgliedschaft in der NSDAP interniert. Von 1954 bis zu seinem Tod durch Herzinfarkt (1963) arbeitete er im Konzern Krauss-Maffei in München in der technischen und akquisitorischen Bearbeitung von Verarbeitungsmaschinen für die Kunststoffindustrie.

## Publikationen
- Weltkunstschätze in Gefahr. Pallas Verlag, Salzburg 1948.